# ألكسندر أريشنكو
ألكسندر أريشنكو Alexander AreshchenkoK( مواليد 15 يونيو 1986)، هو لاعب شطرنج أوكراني يحمل لقب أستاذ كبير.

## إنجازات
- فاز ببطولة أوكرانيا للشطرنج عام 2005.
- شارك في كأس العالم للشطرنج للاتحاد الدولي للشطرنج أعوام 2005، 2009، 2013 و2015.
- فاز ببطولة العالم للشطرنج للشباب تحت 14 سنة عام 2000، التي أقيمت في أبيشة (قسطلونة) في إسبانيا، متفوقا على الأستاذ الكبير مستقبلاً وانغ يوي.
- فاز بالمركز الثاني والرابع مشاركة مع هيكارو ناكامورا وإميل سوتوفسكي في مهرجان جبل طارق للشطرنج عام 2007.
- فاز ببطولة بافاريا الدولية المفتوحة للشطرنج عام 2016 التى أقيمت في باد فيسزيه.

## وصلات خارجية
- ألكسندر أريشنكو على موقع الاتحاد الدولي للشطرنج (الإنجليزية)
- ألكسندر أريشنكو على موقع مباريات الشطرنج (الإنجليزية)
- ألكسندر أريشنكو على موقع 365Chess.com (الإنجليزية)
- ألكسندر أريشنكو على موقع Chesstempo.com (الإنجليزية)